# 12 octobre 1979
Le vendredi 12 octobre 1979 est le 285e jour de l'année 1979.

## Naissances
- Adrian Wilson, joueur de football américain
- Ahmed El Naamani, joueur de football international libanais
- Esteban Copland, athlète vénézuélien
- Jelena Erić, joueuse internationale serbe de handball
- Magnus Eriksson, joueur professionnel suédois de hockey sur glace
- María Luisa Flores, actrice vénézuélienne
- Maksyim Rudenko, coureur cycliste ukrainien
- Meriem Adjmi, judokate algérienne
- Mithun Manhas, joueur indien de cricket
- Rémi Guérin, scénariste français
- Renato Sulić, joueur croate de handball
- Rie Tomosaka, actrice japonaise
- Steve Borthwick, joueur anglais de rugby à XV
- Steven Agnew, personnalité politique britannique
- Tomoyoshi Tsurumi, joueur de football japonais
- Violaine Aubrée, joueuse de rugby française
- Wes Sims, pratiquant américain d'arts martiaux mixtes

## Décès
- Celia Lovsky (née le 21 février 1897), actrice austro-américaine
- Charlotte Mineau (née le 24 mars 1886), actrice américaine
- Iosif Fekete (né le 15 juillet 1903), sculpteur roumain
- Jean Raynal (né le 10 décembre 1933), botaniste français
- Katharine Burr Blodgett (née le 10 janvier 1898), physicienne américaine ayant notamment travaillé pour General Electric.
- René Gagnon (né le 7 mars 1925), militaire américain
- Waloddi Weibull (né le 18 juin 1887), ingénieur et mathématicien suédois

## Événements
- Découverte de l'astéroïde (3340) Yinhai
- Création de l'Association Films Plans-Fixes
- Création de la Conférence permanente des partis politiques d'Amérique latine et des Caraïbes
- Publication du roman La Revanche de Yan Solo
- Sortie du film suédois Les Folles Aventures de Picasso
- Début de la saison NBA 1979-1980
- Sortie de l'album Tusk de Fleetwood Mac
- Sortie de l'album Cast of Thousands de The Adverts